# Репин, Вадим Викторович
Вади́м Ви́кторович Ре́пин (род. 31 августа 1971, Новосибирск, РСФСР, СССР) — советский и российский скрипач. Народный артист Российской Федерации (2022). Лауреат премии Ленинского комсомола (1989).

## Начало карьеры
Родился 31 августа 1971 года в Новосибирске.
Начал играть на скрипке в пятилетнем возрасте у Дмитрия Вакса. Через два года по его инициативе перешёл учиться в ССМШ к профессору Новосибирской консерватории З. Н. Брону. В 1982 году Брон ввёл в репертуар Вадима концерт для скрипки с оркестром № 1 Т. Н. Хренникова, который он исполнил на Международном конкурсе молодых скрипачей имени Венявского и Липинского в Люблине, где стал лауреатом первой премии.
В 1989 году стал победителем на наиболее престижном конкурсе скрипачей в мире — Конкурсе имени королевы Елизаветы в Брюсселе. В финальном туре он играл концерт для скрипки с оркестром П. И. Чайковского и 3-ю сонату Брамса.
В том же 1989 году вместе с семьёй З. Н. Брона и другими его учениками — Николаем Мадоевым, Максимом Венгеровым и Натальей Прищепенко переехал в Любек, Германия.
В настоящее время проживает в Швейцарии и Италии. Имеет два гражданства: российское и бельгийское (подарок бельгийской королевы).
Играет на скрипке работы Страдивари, изготовленной в 1733 году.

## Репертуар
Исполнял произведения Моцарта, Брамса, Макса Бруха, Бетховена, Сибелиуса, Чайковского, Танеева, Равеля, Стравинского, Прокофьева, Мясковского, Шостаковича, Хренникова, Губайдулиной.

## Творческие контакты
Играл с известными оркестрами под руководством И. Менухина, Мстислава Ростроповича, Н. Марринера, Зубина Меты, Рикардо Мути, К. Нагано, Рикардо Шайи, В. Гергиева, Д. Ливайна, К. Мазура, С. Реттла, Эса-Пекки Салонена и других выдающихся дирижёров. Записывал диски с Мартой Аргерих, Борисом Березовским, Николаем Луганским, Михаилом Плетнёвым, Юрием Башметом, Евгением Кисиным.
В 2007 году принимал участие в ежегодном международном музыкальном фестивале «Crescendo».
В 2015 году принимал участие в IX Международном юношеском конкурсе имени П. И. Чайковского (г. Новосибирск) в качестве члена жюри по специальности «скрипка».

## Признание
- Народный артист Российской Федерации (1 апреля 2022 года) — за большие заслуги в развитии музыкального искусства[6].
- Заслуженный артист Российской Федерации (1 апреля 1999 года) — за заслуги в области искусства[7].
- премия Ленинского комсомола (1989) — за высокое исполнительское мастерство
- премия Виктуар де ля мюзик (2010).
- лауреат Конкурса имени королевы Елизаветы, Брюссель (1989)

## Личная жизнь
- Первая жена — Нато (Наталья) Нодаровна Габуния (дочь Нодара Габуния)
- Вторая жена — Caroline Diemunsch
  - сын Лео (Леонардо, р. 2006)
- Третья жена — Светлана Захарова (р. 1979), прима-балерина Большого театра России, Народная артистка РФ, лауреат Государственной премии РФ
  - дочь Анна (р. 17.02.2011)